# Чугуно-Крепинка
Чугу́но-Кре́пинка — село Сніжнянської міської громади Горлівського району Донецької області, Україна. Населення складає 88 осіб.

## Загальні відомості
Відстань до Шахтарська становить близько 46 км і проходить переважно автошляхом Н21.
Землі села межують із територією с. Лісне Краснолуцька міська рада Луганської області.
Унаслідок російської військової агресії із серпня 2014 р. Чугуно-Крепинка перебуває на території ОРДЛО.

## Населення
За даними перепису 2001 року населення села становило 88 осіб, з них 95,45% зазначили рідною українську мову, 3,41% — російську, а 1,14% — білоруську.